# エルム観光バス
株式会社エルム観光バス（エルムかんこうバス）は、北海道北広島市に本社を置くバス会社。
免許取得は1967年（昭和42年）10月。2015年に入り、富山県に本拠地を置く大和トランスポート傘下となった。

## 事業区域
貸切バス事業は通常は札幌運輸支局管内および苫小牧市での発着が認められているが、貸切バス事業者安全性評価認定制度による優良事業者に限定した営業区域の弾力的な運用による特例で、2025年（令和7年）4月1日現在北海道全域となっている。
2008年（平成20年）に解散したブルーバスグループに加盟していた。

## シャトルバス
Fビレッジシャトルバス
- 新札幌駅 - Fビレッジ（北海道バスと共同運行）
- 野幌駅北口 - Fビレッジ

新札幌駅線はプロ野球の試合のない日も運行している。野幌駅線は試合開催日のみ運行。
新札幌駅は西口の交通広場にバス停がある。新札幌バスターミナルには入構しない。
運賃の支払いには現金のほかVisaのタッチ決済に対応している。

## ツアーバス
あかん湖エクスプレス
- 阿寒湖温泉 - 南千歳駅・新千歳空港・札幌駅北口

鶴雅トラベルサービスが主催する旅行商品（ツアーバス）。2019年（令和元年）5月5日より運行開始。往復便とも1日1便の運行。往路便は日勝峠を経由し、復路便は音更町を経由する。

## 車両
保有台数は大型バス28台、中型バス2台。ベース車輌は大半が日野・セレガであり、中でも生産台数の少ないセレガGTを8台保有し、セレガFDはシアタールック仕様の特注車を保有。ブルーバスグループ解散後はいすゞ・ガーラを中心に導入されている。
カラーリングはブルーバスグループカラーを採用されていたが、2005年（平成17年）導入車よりオリジナルカラーを採用。"Crystal"の愛称があり、除菌バスシステムが導入される。車両グレードによりさらに細分化され、"雅"は2列シート車、"Super"は3列シート車、"Gold"はシートピッチ拡大車、"Silver"は一般車に付けられている。大和トランスポート傘下入り後の2016年（平成28年）導入車からは、新たにイルカ交通が出資する貸切バス共同受注会社「クローバー交通」カラーを採用した。尚、同社からの転入車両である先述の「雅」のみ、イルカ交通標準カラーのまま運行されている。

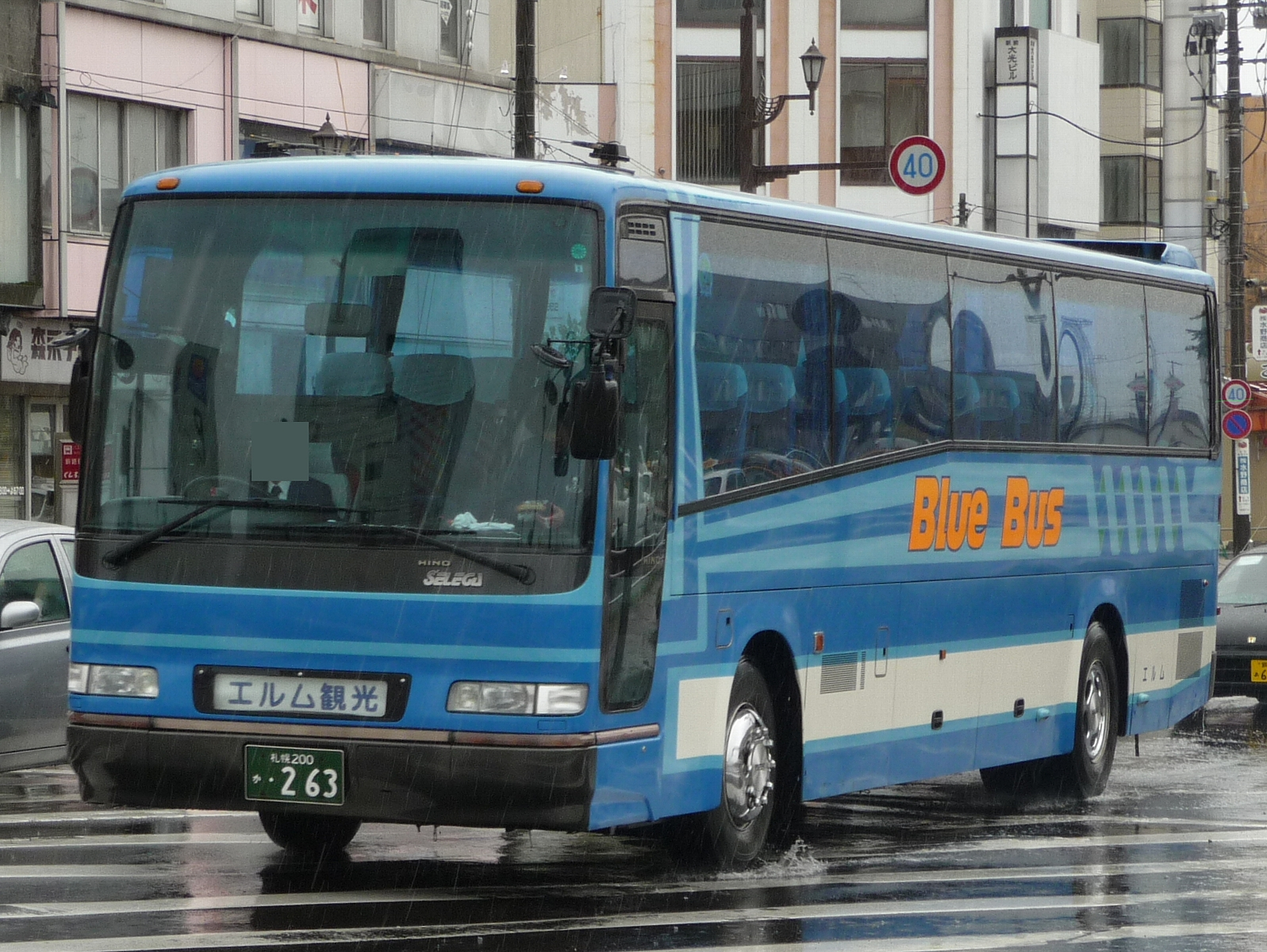
セレガFD（シアタールック） ブルーバスカラー
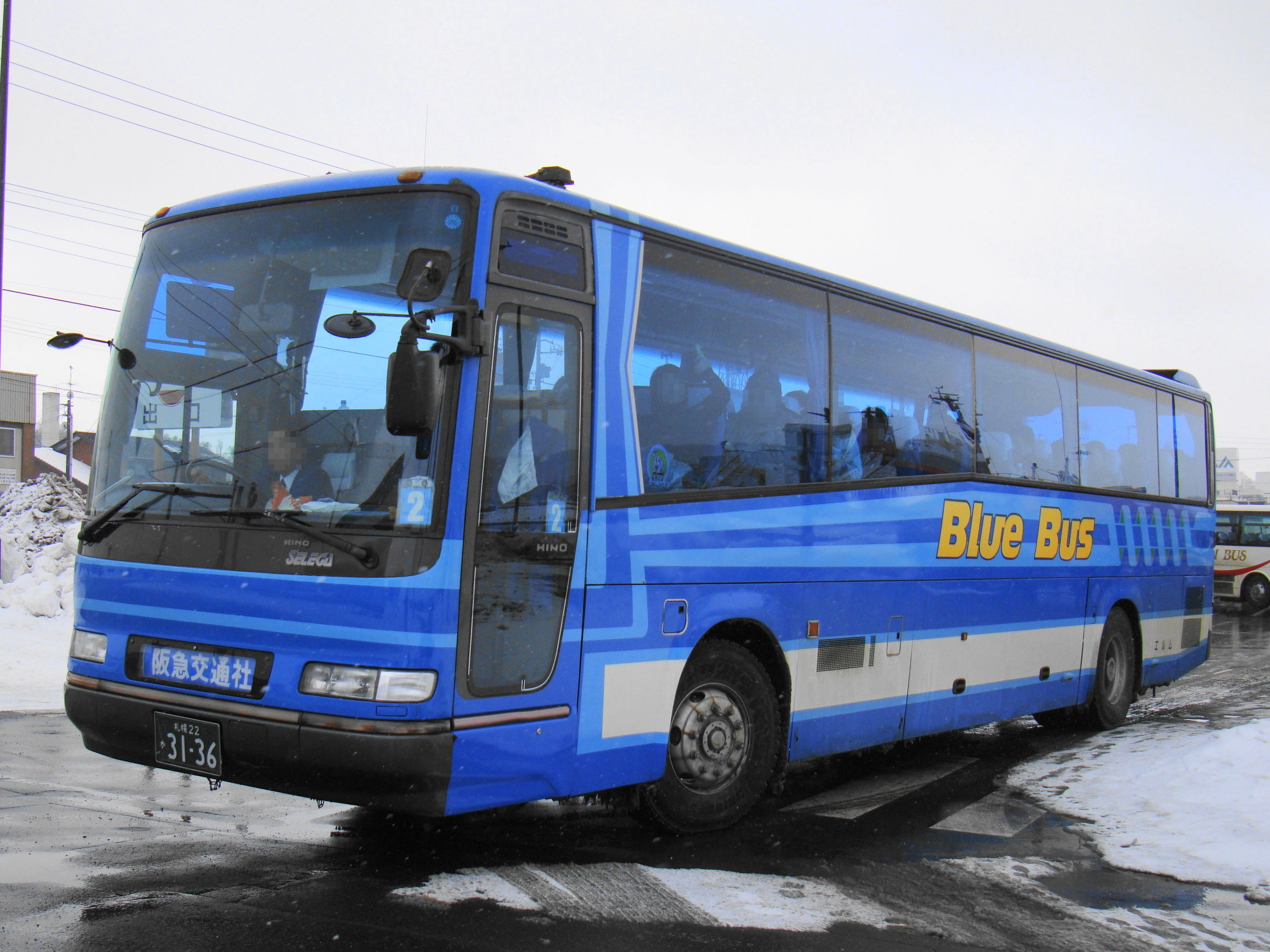
方向幕が装備されている旅行会社もある（阪急交通社）
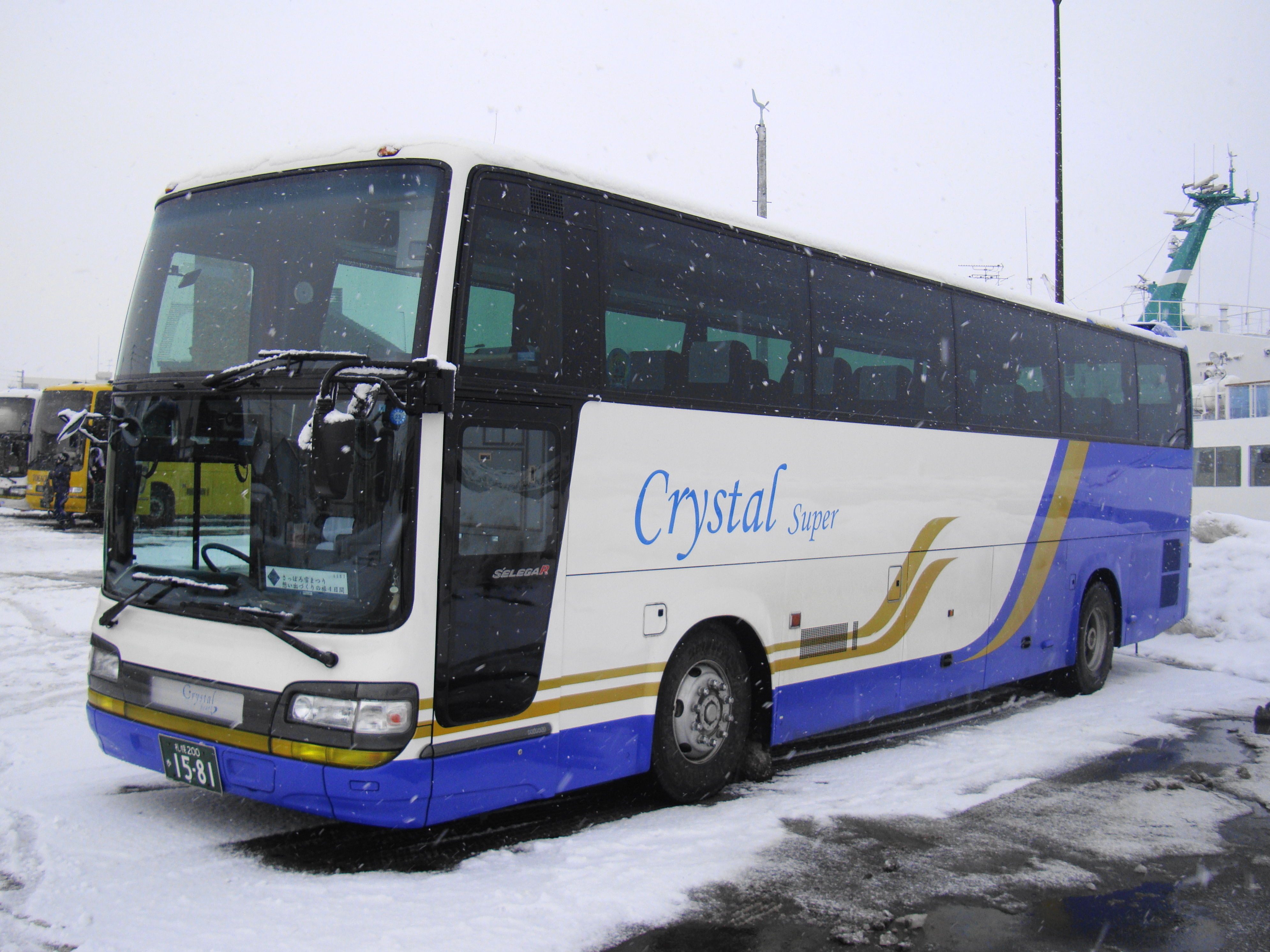
"Crystal Super" セレガR
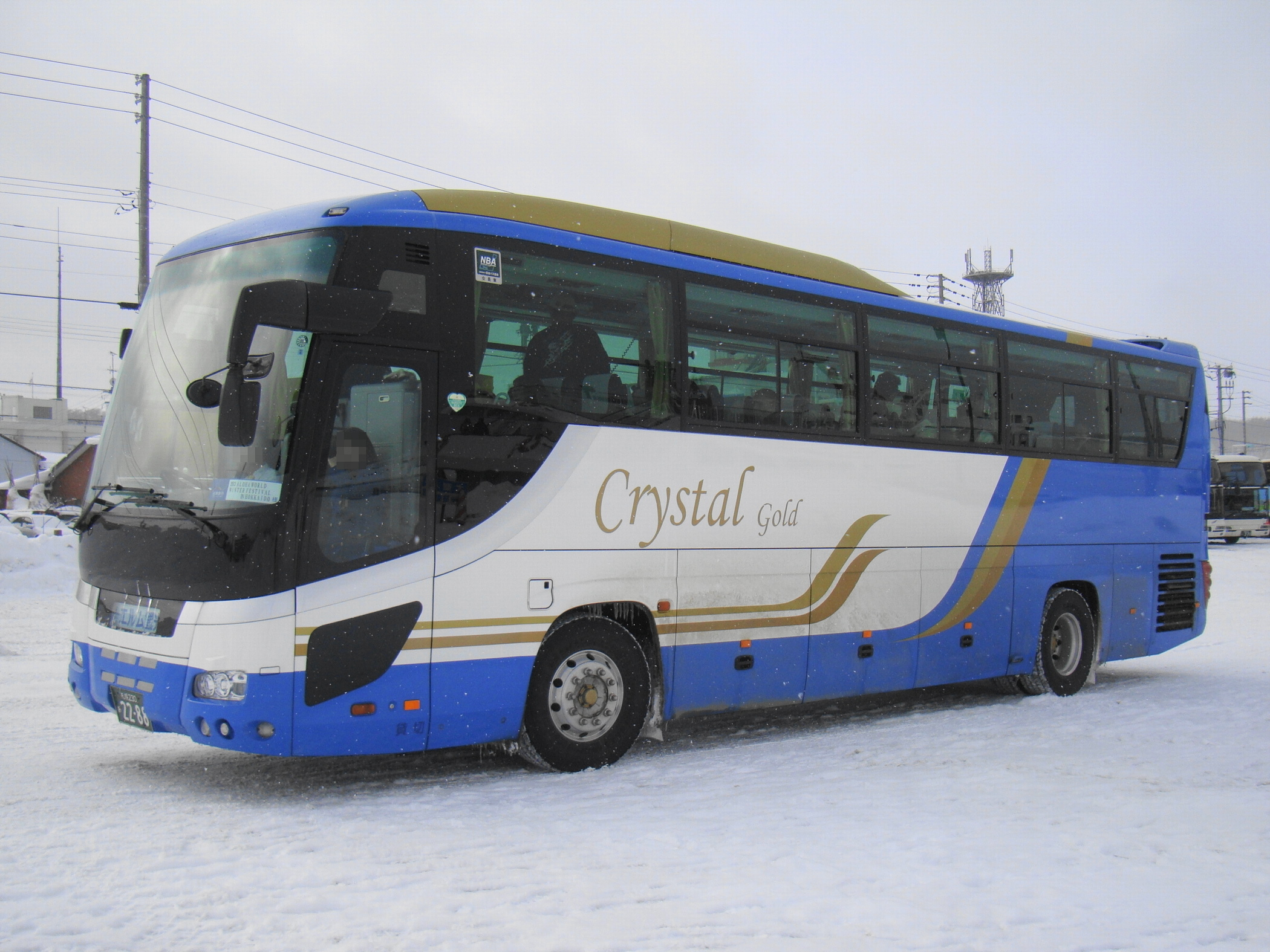
"Crystal Gold" ガーラSHD
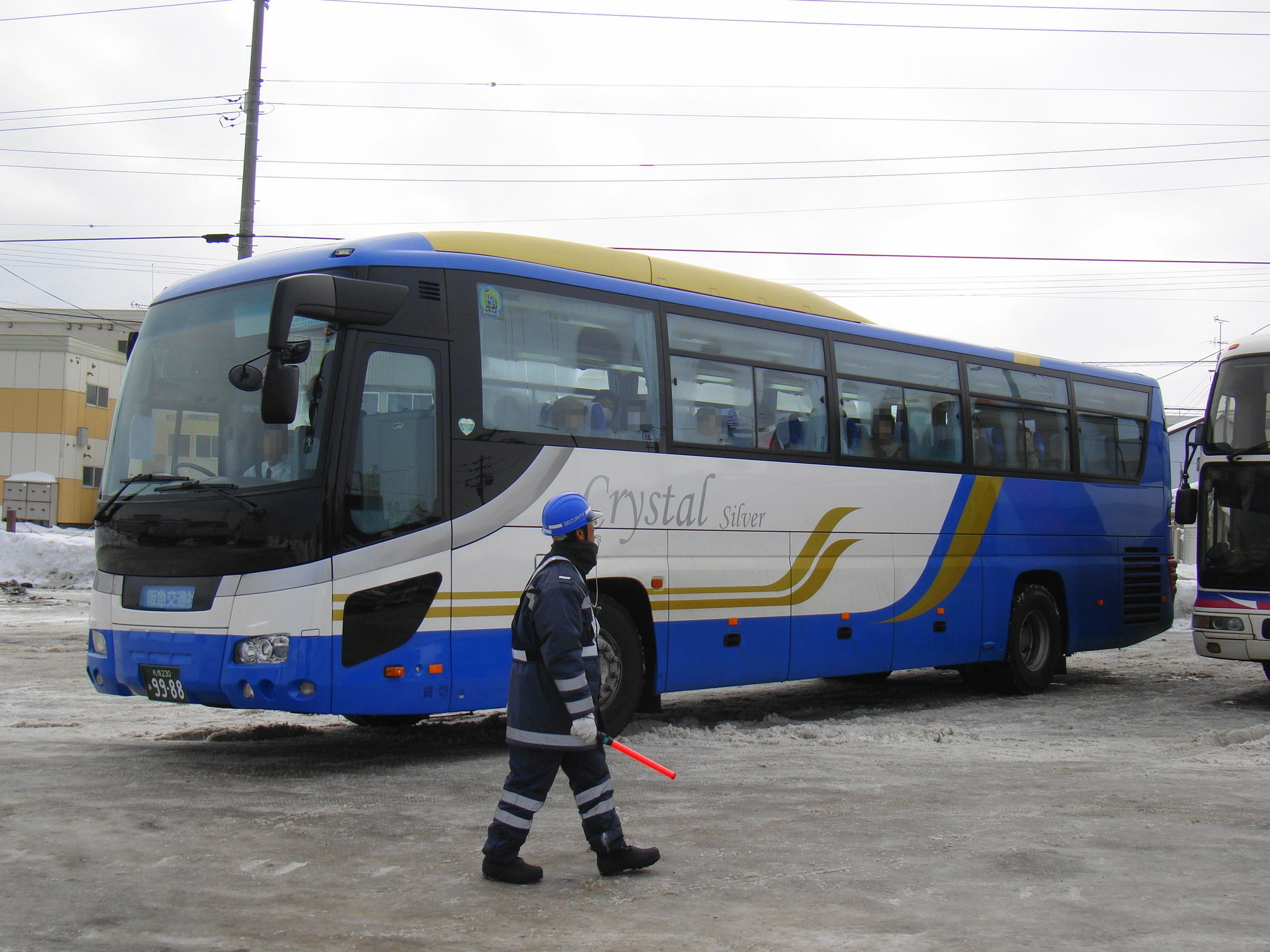
"Crystal Silver" ガーラHD